# La Toba
La Toba – gmina w Hiszpanii, w prowincji Guadalajara, w Kastylii-La Mancha, o powierzchni 36,6 km². W 2011 roku gmina liczyła 109 mieszkańców.